# Balclutha eremica
Balclutha eremica är en insektsart som beskrevs av Lindberg 1958. Balclutha eremica ingår i släktet Balclutha och familjen dvärgstritar. Inga underarter finns listade i Catalogue of Life.